# Collegio elettorale di Cagliari (Regno d'Italia)
Il collegio elettorale di Cagliari è stato un collegio elettorale uninominale e di lista del Regno d'Italia per l'elezione della Camera dei deputati.

## Storia
Il collegio uninominale venne istituito, insieme ad altri 442, tramite regio decreto 17 dicembre 1860, n. 4513.
Successivamente divenne collegio plurinominale tramite regio decreto 24 settembre 1882, n. 999, in seguito alla riforma che stabilì complessivamente 135 collegi elettorali.
Tornò poi ad essere un collegio uninominale tramite regio decreto 14 giugno 1891, n. 280, in seguito alla riforma che stabilì complessivamente 508 collegi elettorali.
In seguito divenne un collegio con scrutinio di lista con sistema proporzionale tramite regio decreto 10 settembre 1919, n. 1576, in seguito alla riforma che definì 54 collegi elettorali.
Il numero di collegi fu ridotto tramite regio decreto 2 aprile 1921, n. 320, in seguito alla riforma che definì 40 collegi elettorali.
Fu soppresso definitivamente con l'istituzione del collegio unico nazionale tramite regio decreto del 13 dicembre 1923, n. 2694.
| Legislature           | VIII | IX   | X    | XI   | XII  | XIII | XIV  | XV   | XVI  | XVII | XVIII | XIX  | XX   | XXI  | XXII | XXIII | XXIV | XXV  | XXVI | XXVII | XXVIII | XXIX | XXX  |
| --------------------- | ---- | ---- | ---- | ---- | ---- | ---- | ---- | ---- | ---- | ---- | ----- | ---- | ---- | ---- | ---- | ----- | ---- | ---- | ---- | ----- | ------ | ---- | ---- |
| Elezioni              | 1861 | 1865 | 1867 | 1870 | 1874 | 1876 | 1880 | 1882 | 1886 | 1890 | 1892  | 1895 | 1897 | 1900 | 1904 | 1909  | 1913 | 1919 | 1921 | 1924  | 1929   | 1934 | 1939 |
| Deputati nel collegio | 1    | 1    | 1    | 1    | 1    | 1    | 1    | 4    | 4    | 4    | 1     | 1    | 1    | 1    | 1    | 1     | 1    | 7    | 12   |       |        |      |      |
|                       |      |      |      |      |      |      |      |      |      |      |       |      |      |      |      |       |      |      |      |       |        |      |      |
| Totale eletti         | 443  | 493  | 493  | 508  | 508  | 508  | 508  | 508  | 508  | 508  | 508   | 508  | 508  | 508  | 508  | 508   | 508  | 508  | 535  | 535   | 400    | 400  |      |
| Numero collegi        | 443  | 493  | 493  | 508  | 508  | 508  | 508  | 135  | 135  | 135  | 508   | 508  | 508  | 508  | 508  | 508   | 508  | 54   | 40   | 15    | 1      | 1    |      |

## Territorio
Nel 1919 Cagliari divenne capoluogo del collegio comprendente l'intera provincia; nel 1921 il collegio inglobò anche la provincia di Sassari.

## Dati elettorali
Nel collegio si svolsero elezioni per diciannove legislature.

### VIII legislatura
Le votazioni si svolsero in 443 collegi uninominali a doppio turno. Come previsto dalla legge elettorale del 17 dicembre 1860, era eletto al primo turno il candidato che «riunisce in suo favore più del terzo dei voti del total numero dei membri componenti il collegio e più della metà dei suffragi dati dai votanti presenti all'adunanza» (art. 91). Se nessun candidato era eletto, al ballottaggio tra i due candidati con più voti era eletto chi otteneva il maggior numero di voti (art. 92) o, in caso di ugual numero di voti, il maggiore d'età (art. 93).
| Partito                            | Partito                            | Candidato                          | Primo turno 27 gennaio 1861 | Primo turno 27 gennaio 1861 | Ballottaggio 3 febbraio 1861 | Ballottaggio 3 febbraio 1861 |
| Partito                            | Partito                            | Candidato                          | Voti                        | %                           | Voti                         | %                            |
| ---------------------------------- | ---------------------------------- | ---------------------------------- | --------------------------- | --------------------------- | ---------------------------- | ---------------------------- |
|                                    | —                                  | Francesco Maria Serra              | 334                         | 56,51                       | 528                          | 74,37                        |
|                                    | —                                  | Augusto Nomis di Cossilla          | 257                         | 43,49                       | 182                          | 25,63                        |
|                                    |                                    |                                    |                             |                             |                              |                              |
| Iscritti                           | Iscritti                           | Iscritti                           | 1 990                       | 100,00                      | 1 990                        | 100,00                       |
| ↳ Votanti (% su iscritti)          | ↳ Votanti (% su iscritti)          | ↳ Votanti (% su iscritti)          | 628                         | 31,56                       | 1 026                        | 51,56                        |
| ↳ Voti validi (% su votanti)       | ↳ Voti validi (% su votanti)       | ↳ Voti validi (% su votanti)       | 591                         | 94,11                       | 710                          | 69,20                        |
| ↳ Schede non valide (% su votanti) | ↳ Schede non valide (% su votanti) | ↳ Schede non valide (% su votanti) | 37                          | 5,89                        | 316                          | 30,80                        |
| ↳ Astenuti (% su iscritti)         | ↳ Astenuti (% su iscritti)         | ↳ Astenuti (% su iscritti)         | 1 362                       | 68,44                       | 964                          | 48,44                        |

Il deputato Serra fu sorteggiato il 24 maggio 1861 per eccedenza nella categoria dei deputati magistrati. Fu indetta un'elezione suppletiva per il 23 giugno 1861.
| Partito                            | Partito                            | Candidato                          | Primo turno 23 giugno 1861 | Primo turno 23 giugno 1861 | Ballottaggio 30 giugno 1861 | Ballottaggio 30 giugno 1861 |
| Partito                            | Partito                            | Candidato                          | Voti                       | %                          | Voti                        | %                           |
| ---------------------------------- | ---------------------------------- | ---------------------------------- | -------------------------- | -------------------------- | --------------------------- | --------------------------- |
|                                    | —                                  | Giovanni Meloni Baille             | 191                        | 45,69                      | 404                         | 62,35                       |
|                                    | —                                  | Giorgio Asproni                    | 81                         | 19,38                      | 244                         | 37,65                       |
|                                    | —                                  | Bernardo Falqui Pes                | 80                         | 19,14                      |                             |                             |
|                                    | —                                  | Vittorio Sacchi                    | 66                         | 15,79                      |                             |                             |
|                                    |                                    |                                    |                            |                            |                             |                             |
| Iscritti                           | Iscritti                           | Iscritti                           | 1 968                      | 100,00                     | 1 968                       | 100,00                      |
| ↳ Votanti (% su iscritti)          | ↳ Votanti (% su iscritti)          | ↳ Votanti (% su iscritti)          | 443                        | 22,51                      | 650                         | 33,03                       |
| ↳ Voti validi (% su votanti)       | ↳ Voti validi (% su votanti)       | ↳ Voti validi (% su votanti)       | 418                        | 94,36                      | 648                         | 99,69                       |
| ↳ Schede non valide (% su votanti) | ↳ Schede non valide (% su votanti) | ↳ Schede non valide (% su votanti) | 25                         | 5,64                       | 2                           | 0,31                        |
| ↳ Astenuti (% su iscritti)         | ↳ Astenuti (% su iscritti)         | ↳ Astenuti (% su iscritti)         | 1 525                      | 77,49                      | 1 318                       | 66,97                       |

Il deputato Meloni Baille cessò perché fu richiamato in attività di servizio nell'Università di Cagliari il 26 marzo 1865. Non segui altra elezione.

### IX legislazione
Le votazioni si svolsero in 493 collegi uninominali a doppio turno con la stessa normativa precedente (al primo turno un numero di voti maggiore di un terzo degli iscritti al voto).
| Partito                            | Partito                            | Candidato                          | Primo turno 22 ottobre 1865 | Primo turno 22 ottobre 1865 | Ballottaggio 29 ottobre 1865 | Ballottaggio 29 ottobre 1865 |
| Partito                            | Partito                            | Candidato                          | Voti                        | %                           | Voti                         | %                            |
| ---------------------------------- | ---------------------------------- | ---------------------------------- | --------------------------- | --------------------------- | ---------------------------- | ---------------------------- |
|                                    | —                                  | Giuseppe Pasella                   | 312                         | 52,61                       | 570                          | 56,05                        |
|                                    | —                                  | Carlo San Giusto di Teulada        | 281                         | 47,39                       | 447                          | 43,95                        |
|                                    |                                    |                                    |                             |                             |                              |                              |
| Iscritti                           | Iscritti                           | Iscritti                           | 1 826                       | 100,00                      | 1 826                        | 100,00                       |
| ↳ Votanti (% su iscritti)          | ↳ Votanti (% su iscritti)          | ↳ Votanti (% su iscritti)          | 621                         | 34,01                       | 1 023                        | 56,02                        |
| ↳ Voti validi (% su votanti)       | ↳ Voti validi (% su votanti)       | ↳ Voti validi (% su votanti)       | 593                         | 95,49                       | 1 017                        | 99,41                        |
| ↳ Schede non valide (% su votanti) | ↳ Schede non valide (% su votanti) | ↳ Schede non valide (% su votanti) | 28                          | 4,51                        | 6                            | 0,59                         |
| ↳ Astenuti (% su iscritti)         | ↳ Astenuti (% su iscritti)         | ↳ Astenuti (% su iscritti)         | 1 205                       | 65,99                       | 803                          | 43,98                        |

Il deputato Pasella dette le dimissioni il 10 gennaio 1867. Non seguì altra elezione.

### X legislatura
Le votazioni si svolsero in 493 collegi uninominali a doppio turno con la stessa normativa precedente (al primo turno un numero di voti maggiore di un terzo degli iscritti al voto).
| Partito                            | Partito                            | Candidato                          | Primo turno 10 marzo 1867 | Primo turno 10 marzo 1867 | Ballottaggio 17 marzo 1867 | Ballottaggio 17 marzo 1867 |
| Partito                            | Partito                            | Candidato                          | Voti                      | %                         | Voti                       | %                          |
| ---------------------------------- | ---------------------------------- | ---------------------------------- | ------------------------- | ------------------------- | -------------------------- | -------------------------- |
|                                    | —                                  | Enrico Garau                       | 232                       | 41,80                     | 530                        | 57,24                      |
|                                    | —                                  | Gaetano Loj                        | 219                       | 39,46                     | 396                        | 42,76                      |
|                                    | —                                  | Gavino Fara                        | 104                       | 18,74                     |                            |                            |
|                                    |                                    |                                    |                           |                           |                            |                            |
| Iscritti                           | Iscritti                           | Iscritti                           | 1 861                     | 100,00                    | 1 861                      | 100,00                     |
| ↳ Votanti (% su iscritti)          | ↳ Votanti (% su iscritti)          | ↳ Votanti (% su iscritti)          | 646                       | 34,71                     | 928                        | 49,87                      |
| ↳ Voti validi (% su votanti)       | ↳ Voti validi (% su votanti)       | ↳ Voti validi (% su votanti)       | 555                       | 85,91                     | 926                        | 99,78                      |
| ↳ Schede non valide (% su votanti) | ↳ Schede non valide (% su votanti) | ↳ Schede non valide (% su votanti) | 91                        | 14,09                     | 2                          | 0,22                       |
| ↳ Astenuti (% su iscritti)         | ↳ Astenuti (% su iscritti)         | ↳ Astenuti (% su iscritti)         | 1 215                     | 65,29                     | 933                        | 50,13                      |

### XI legislatura
Le votazioni si svolsero in 508 collegi uninominali a doppio turno con la normativa del 1860 (al primo turno un numero di voti maggiore di un terzo degli iscritti al voto).
| Partito                            | Partito                            | Candidato                          | Primo turno 20 novembre 1870 | Primo turno 20 novembre 1870 | Ballottaggio 27 novembre 1870 | Ballottaggio 27 novembre 1870 |
| Partito                            | Partito                            | Candidato                          | Voti                         | %                            | Voti                          | %                             |
| ---------------------------------- | ---------------------------------- | ---------------------------------- | ---------------------------- | ---------------------------- | ----------------------------- | ----------------------------- |
|                                    | —                                  | Gavino Fara                        | 201                          | 36,61                        | 475                           | 54,04                         |
|                                    | —                                  | Enrico Garau                       | 243                          | 44,26                        | 404                           | 45,96                         |
|                                    | —                                  | Giovanni Meloni Baille             | 105                          | 19,13                        |                               |                               |
|                                    |                                    |                                    |                              |                              |                               |                               |
| Iscritti                           | Iscritti                           | Iscritti                           | 1 790                        | 100,00                       | 1 790                         | 100,00                        |
| ↳ Votanti (% su iscritti)          | ↳ Votanti (% su iscritti)          | ↳ Votanti (% su iscritti)          | 636                          | 35,53                        | 883                           | 49,33                         |
| ↳ Voti validi (% su votanti)       | ↳ Voti validi (% su votanti)       | ↳ Voti validi (% su votanti)       | 549                          | 86,32                        | 879                           | 99,55                         |
| ↳ Schede non valide (% su votanti) | ↳ Schede non valide (% su votanti) | ↳ Schede non valide (% su votanti) | 87                           | 13,68                        | 4                             | 0,45                          |
| ↳ Astenuti (% su iscritti)         | ↳ Astenuti (% su iscritti)         | ↳ Astenuti (% su iscritti)         | 1 154                        | 64,47                        | 907                           | 50,67                         |

### XII legislatura
Le votazioni si svolsero in 508 collegi uninominali a doppio turno con la normativa del 1860 (al primo turno un numero di voti maggiore di un terzo degli iscritti al voto).
| Partito                            | Partito                            | Candidato                          | Primo turno 18 novembre 1874 | Primo turno 18 novembre 1874 | Ballottaggio 25 novembre 1874 | Ballottaggio 25 novembre 1874 |
| Partito                            | Partito                            | Candidato                          | Voti                         | %                            | Voti                          | %                             |
| ---------------------------------- | ---------------------------------- | ---------------------------------- | ---------------------------- | ---------------------------- | ----------------------------- | ----------------------------- |
|                                    | —                                  | Edmomdo Roberti                    | 541                          | 58,42                        | 691                           | 68,21                         |
|                                    | —                                  | Pietro Ghiani Mameli               | 198                          | 21,38                        | 322                           | 31,79                         |
|                                    | —                                  | Gavino Fara                        | 125                          | 13,50                        |                               |                               |
|                                    | —                                  | Giovanni De Giovanni               | 62                           | 6,70                         |                               |                               |
|                                    |                                    |                                    |                              |                              |                               |                               |
| Iscritti                           | Iscritti                           | Iscritti                           | 2 080                        | 100,00                       | 2 080                         | 100,00                        |
| ↳ Votanti (% su iscritti)          | ↳ Votanti (% su iscritti)          | ↳ Votanti (% su iscritti)          | 956                          | 45,96                        | 1 024                         | 49,23                         |
| ↳ Voti validi (% su votanti)       | ↳ Voti validi (% su votanti)       | ↳ Voti validi (% su votanti)       | 926                          | 96,86                        | 1 013                         | 98,93                         |
| ↳ Schede non valide (% su votanti) | ↳ Schede non valide (% su votanti) | ↳ Schede non valide (% su votanti) | 30                           | 3,14                         | 11                            | 1,07                          |
| ↳ Astenuti (% su iscritti)         | ↳ Astenuti (% su iscritti)         | ↳ Astenuti (% su iscritti)         | 1 124                        | 54,04                        | 1 056                         | 50,77                         |

### XIII legislatura
Le votazioni si svolsero in 508 collegi uninominali a doppio turno con la normativa del 1860 (al primo turno un numero di voti maggiore di un terzo degli iscritti al voto).
| Partito                            | Partito                            | Candidato                          | Primo turno 5 novembre 1875 | Primo turno 5 novembre 1875 | Ballottaggio 12 novembre 1876 | Ballottaggio 12 novembre 1876 |
| Partito                            | Partito                            | Candidato                          | Voti                        | %                           | Voti                          | %                             |
| ---------------------------------- | ---------------------------------- | ---------------------------------- | --------------------------- | --------------------------- | ----------------------------- | ----------------------------- |
|                                    | —                                  | Antonio Ponsiglioni                | 499                         | 60,27                       | 581                           | 56,03                         |
|                                    | —                                  | Gavino Fara                        | 329                         | 39,73                       | 456                           | 43,97                         |
|                                    |                                    |                                    |                             |                             |                               |                               |
| Iscritti                           | Iscritti                           | Iscritti                           | 2 069                       | 100,00                      | 2 069                         | 100,00                        |
| ↳ Votanti (% su iscritti)          | ↳ Votanti (% su iscritti)          | ↳ Votanti (% su iscritti)          | 869                         | 42,00                       | 1 047                         | 50,60                         |
| ↳ Voti validi (% su votanti)       | ↳ Voti validi (% su votanti)       | ↳ Voti validi (% su votanti)       | 828                         | 95,28                       | 1 037                         | 99,04                         |
| ↳ Schede non valide (% su votanti) | ↳ Schede non valide (% su votanti) | ↳ Schede non valide (% su votanti) | 41                          | 4,72                        | 10                            | 0,96                          |
| ↳ Astenuti (% su iscritti)         | ↳ Astenuti (% su iscritti)         | ↳ Astenuti (% su iscritti)         | 1 200                       | 58,00                       | 1 022                         | 49,40                         |

### XIV legislatura
Le votazioni si svolsero in 508 collegi uninominali a doppio turno con la normativa del 1860 (al primo turno un numero di voti maggiore di un terzo degli iscritti al voto).
| Partito                            | Partito                            | Candidato                          | Primo turno 16 maggio 1880 | Primo turno 16 maggio 1880 | Ballottaggio 23 maggio 1980 | Ballottaggio 23 maggio 1980 |
| Partito                            | Partito                            | Candidato                          | Voti                       | %                          | Voti                        | %                           |
| ---------------------------------- | ---------------------------------- | ---------------------------------- | -------------------------- | -------------------------- | --------------------------- | --------------------------- |
|                                    | —                                  | Gavino Fara                        | 302                        | 49,92                      | 493                         | 50,51                       |
|                                    | —                                  | Antonio Ponsiglioni                | 303                        | 50,08                      | 483                         | 49,49                       |
|                                    |                                    |                                    |                            |                            |                             |                             |
| Iscritti                           | Iscritti                           | Iscritti                           | 1 933                      | 100,00                     | 1 933                       | 100,00                      |
| ↳ Votanti (% su iscritti)          | ↳ Votanti (% su iscritti)          | ↳ Votanti (% su iscritti)          | 623                        | 32,23                      | 984                         | 50,91                       |
| ↳ Voti validi (% su votanti)       | ↳ Voti validi (% su votanti)       | ↳ Voti validi (% su votanti)       | 605                        | 97,11                      | 976                         | 99,19                       |
| ↳ Schede non valide (% su votanti) | ↳ Schede non valide (% su votanti) | ↳ Schede non valide (% su votanti) | 18                         | 2,89                       | 8                           | 0,81                        |
| ↳ Astenuti (% su iscritti)         | ↳ Astenuti (% su iscritti)         | ↳ Astenuti (% su iscritti)         | 1 310                      | 67,77                      | 949                         | 49,09                       |

Il deputato Fara morì il 30 novembre 1881 e fu indetta un'elezione suppletiva per il 1º gennaio 1882.
| Partito                            | Partito                            | Candidato                          | Primo turno 1º gennaio 1882 | Primo turno 1º gennaio 1882 | Ballottaggio 8 gennaio 1882 | Ballottaggio 8 gennaio 1882 |
| Partito                            | Partito                            | Candidato                          | Voti                        | %                           | Voti                        | %                           |
| ---------------------------------- | ---------------------------------- | ---------------------------------- | --------------------------- | --------------------------- | --------------------------- | --------------------------- |
|                                    | —                                  | Giuseppe Palomba                   | 350                         | 39,86                       | 616                         | 50,99                       |
|                                    | —                                  | Antonio Ponsiglioni                | 366                         | 41,69                       | 592                         | 49,01                       |
|                                    | —                                  | MIchele Carboni                    | 162                         | 18,45                       |                             |                             |
|                                    |                                    |                                    |                             |                             |                             |                             |
| Iscritti                           | Iscritti                           | Iscritti                           | 2 110                       | 100,00                      | 2 110                       | 100,00                      |
| ↳ Votanti (% su iscritti)          | ↳ Votanti (% su iscritti)          | ↳ Votanti (% su iscritti)          | 957                         | 45,36                       | 1 219                       | 57,77                       |
| ↳ Voti validi (% su votanti)       | ↳ Voti validi (% su votanti)       | ↳ Voti validi (% su votanti)       | 878                         | 91,75                       | 1 208                       | 99,10                       |
| ↳ Schede non valide (% su votanti) | ↳ Schede non valide (% su votanti) | ↳ Schede non valide (% su votanti) | 79                          | 8,25                        | 11                          | 0,90                        |
| ↳ Astenuti (% su iscritti)         | ↳ Astenuti (% su iscritti)         | ↳ Astenuti (% su iscritti)         | 1 153                       | 54,64                       | 891                         | 42,23                       |

L'eletto si dimise l'8 febbraio 1882 prima che l'elezione fosse riferita alla Camera. La Giunta delle elezioni aveva nominato per questa elezione un Comitato inquirente il quale aveva iniziati i suoi lavori e che dovette sospendere per le dimissioni del Paomba. Fu indetta un'elezione suppletiva per il 5 marzo 1882
| Partito                            | Partito                            | Candidato                          | Risultati 5 marzo 1882 | Risultati 5 marzo 1882 |
| Partito                            | Partito                            | Candidato                          | Voti                   | %                      |
| ---------------------------------- | ---------------------------------- | ---------------------------------- | ---------------------- | ---------------------- |
|                                    | —                                  | Giuseppe Palomba                   | 709                    | 57,36                  |
|                                    | —                                  | Antonio Ponsiglioni                | 527                    | 42,64                  |
|                                    |                                    |                                    |                        |                        |
| Iscritti                           | Iscritti                           | Iscritti                           | 2 110                  | 100,00                 |
| ↳ Votanti (% su iscritti)          | ↳ Votanti (% su iscritti)          | ↳ Votanti (% su iscritti)          | 1 257                  | 59,57                  |
| ↳ Voti validi (% su votanti)       | ↳ Voti validi (% su votanti)       | ↳ Voti validi (% su votanti)       | 1 236                  | 98,33                  |
| ↳ Schede non valide (% su votanti) | ↳ Schede non valide (% su votanti) | ↳ Schede non valide (% su votanti) | 21                     | 1,67                   |
| ↳ Astenuti (% su iscritti)         | ↳ Astenuti (% su iscritti)         | ↳ Astenuti (% su iscritti)         | 853                    | 40,43                  |

### XV legislatura
Le votazioni si svolsero in 135 collegi plurinominali a doppio turno. Come previsto dalla legge elettorale politica del 24 settembre 1882, erano eletti al primo turno i candidati che «hanno ottenuto il maggior numero di voti, purché questo numero oltrepassi l'ottavo del numero degli elettori iscritti» (art. 74) secondo il numero di deputati previsto per il collegio; se il numero di eletti era inferiore al numero di deputati, il ballottaggio era tra i non eletti (in numero doppio rispetto ai deputati ancora da eleggere) che avevano il maggior numero di voti (art. 75) ed era eletto chi otteneva il maggior numero di voti nella seconda votazione (art. 77) oppure, in caso di ugual numero di voti, il maggiore d'età (art. 78).
| Partito                    | Partito                    | Candidato                  | Risultati 29 ottobre 1892 | Risultati 29 ottobre 1892 |
| Partito                    | Partito                    | Candidato                  | Voti                      | %                         |
| -------------------------- | -------------------------- | -------------------------- | ------------------------- | ------------------------- |
|                            | —                          | Francesco Salaris          | 4 488                     | 66,04                     |
|                            | —                          | Francesco Cocco Ortu       | 4 168                     | 61,33                     |
|                            | —                          | Giuseppe Palomba           | 3 715                     | 54,66                     |
|                            | —                          | Michele Carboni            | 3 434                     | 50,53                     |
|                            | —                          | Antonio Possiglioni        | 2 492                     | 36,67                     |
|                            | —                          | Giuseppe Orano             | 2 434                     | 35,82                     |
|                            | —                          | Alberto Castoldi           | 2 164                     | 31,84                     |
|                            | —                          | Francesco Vivanet          | 1 754                     | 25,81                     |
|                            | —                          | Emanuele Ravot             | 402                       | 5,92                      |
|                            |                            |                            |                           |                           |
| Iscritti                   | Iscritti                   | Iscritti                   | 10 535                    | 100,00                    |
| ↳ Votanti (% su iscritti)  | ↳ Votanti (% su iscritti)  | ↳ Votanti (% su iscritti)  | 6 796                     | 64,51                     |
| ↳ Astenuti (% su iscritti) | ↳ Astenuti (% su iscritti) | ↳ Astenuti (% su iscritti) | 3 739                     | 35,49                     |

### XVI legislatura
Le votazioni si svolsero in 135 collegi plurinominali a doppio turno con la normativa del 1882 (al primo turno un numero di voti maggiore di un ottavo degli iscritti al voto).
| Partito                    | Partito                    | Candidato                  | Risultati 23 maggio 1886 | Risultati 23 maggio 1886 |
| Partito                    | Partito                    | Candidato                  | Voti                     | %                        |
| -------------------------- | -------------------------- | -------------------------- | ------------------------ | ------------------------ |
|                            | —                          | Francesco Salaris          | 5 053                    | 65,97                    |
|                            | —                          | Michele Carboni            | 4 215                    | 55,03                    |
|                            | —                          | Francesco Cocco Ortu       | 4 180                    | 54,58                    |
|                            | —                          | Giuseppe Palomba           | 3 850                    | 50,27                    |
|                            | —                          | Antonio Ponsiglioni        | 3 536                    | 46,17                    |
|                            | —                          | Alberto Castoldi           | 3 474                    | 45,36                    |
|                            | —                          | Onofrio Galletti           | 2 600                    | 33,95                    |
|                            | —                          | Giuseppe Orano             | 1 416                    | 18,49                    |
|                            |                            |                            |                          |                          |
| Iscritti                   | Iscritti                   | Iscritti                   | 8 891                    | 100,00                   |
| ↳ Votanti (% su iscritti)  | ↳ Votanti (% su iscritti)  | ↳ Votanti (% su iscritti)  | 7 659                    | 86,14                    |
| ↳ Astenuti (% su iscritti) | ↳ Astenuti (% su iscritti) | ↳ Astenuti (% su iscritti) | 1 232                    | 13,86                    |

Il deputato Cocco-Ortu fu nominato segretario generale del Ministero di grazia e giustizia il 5 aprile 1887. Fu indetta un'elezione suppletiva per l'8 maggio 1887.
| Partito                            | Partito                            | Candidato                          | Risultati 8 maggio 1887 | Risultati 8 maggio 1887 |
| Partito                            | Partito                            | Candidato                          | Voti                    | %                       |
| ---------------------------------- | ---------------------------------- | ---------------------------------- | ----------------------- | ----------------------- |
|                                    | —                                  | Francesco Cocco Ortu               | 4 504                   | 100,00                  |
|                                    |                                    |                                    |                         |                         |
| Iscritti                           | Iscritti                           | Iscritti                           | 12 106                  | 100,00                  |
| ↳ Votanti (% su iscritti)          | ↳ Votanti (% su iscritti)          | ↳ Votanti (% su iscritti)          | 4 758                   | 39,30                   |
| ↳ Voti validi (% su votanti)       | ↳ Voti validi (% su votanti)       | ↳ Voti validi (% su votanti)       | 4 504                   | 94,66                   |
| ↳ Schede non valide (% su votanti) | ↳ Schede non valide (% su votanti) | ↳ Schede non valide (% su votanti) | 254                     | 5,34                    |
| ↳ Astenuti (% su iscritti)         | ↳ Astenuti (% su iscritti)         | ↳ Astenuti (% su iscritti)         | 7 348                   | 60,70                   |

Il deputato Cocco Ortu optò per il collegio di Cagliari II il 10 giugno 1887. Fu indetta un'elezione suppletiva per il 3 luglio 1887. 
| Partito                            | Partito                            | Candidato                          | Risultati 3 luglio 1887 | Risultati 3 luglio 1887 |
| Partito                            | Partito                            | Candidato                          | Voti                    | %                       |
| ---------------------------------- | ---------------------------------- | ---------------------------------- | ----------------------- | ----------------------- |
|                                    | —                                  | Alberto Castoldi                   | 3 412                   | 54,58                   |
|                                    | —                                  | Enrico Carboni Boi                 | 2 839                   | 45,42                   |
|                                    |                                    |                                    |                         |                         |
| Iscritti                           | Iscritti                           | Iscritti                           | 12 273                  | 100,00                  |
| ↳ Votanti (% su iscritti)          | ↳ Votanti (% su iscritti)          | ↳ Votanti (% su iscritti)          | 6 419                   | 52,30                   |
| ↳ Voti validi (% su votanti)       | ↳ Voti validi (% su votanti)       | ↳ Voti validi (% su votanti)       | 6 251                   | 97,38                   |
| ↳ Schede non valide (% su votanti) | ↳ Schede non valide (% su votanti) | ↳ Schede non valide (% su votanti) | 168                     | 2,62                    |
| ↳ Astenuti (% su iscritti)         | ↳ Astenuti (% su iscritti)         | ↳ Astenuti (% su iscritti)         | 5 854                   | 47,70                   |

Il deputato Carboni morì il 16 luglio 1889. Fu indetta un'elezione suppletiva per il 18 agosto 1889.
| Partito                            | Partito                            | Candidato                          | Risultati 18 agosto 1889 | Risultati 18 agosto 1889 |
| Partito                            | Partito                            | Candidato                          | Voti                     | %                        |
| ---------------------------------- | ---------------------------------- | ---------------------------------- | ------------------------ | ------------------------ |
|                                    | —                                  | Enrico Laj                         | 3 892                    | 53,10                    |
|                                    | —                                  | Antonio Campus Serra               | 2 342                    | 31,95                    |
|                                    | —                                  | Pietro Sbarbaro                    | 1 096                    | 14,95                    |
|                                    |                                    |                                    |                          |                          |
| Iscritti                           | Iscritti                           | Iscritti                           | 13 502                   | 100,00                   |
| ↳ Votanti (% su iscritti)          | ↳ Votanti (% su iscritti)          | ↳ Votanti (% su iscritti)          | 7 583                    | 56,16                    |
| ↳ Voti validi (% su votanti)       | ↳ Voti validi (% su votanti)       | ↳ Voti validi (% su votanti)       | 7 330                    | 96,66                    |
| ↳ Schede non valide (% su votanti) | ↳ Schede non valide (% su votanti) | ↳ Schede non valide (% su votanti) | 253                      | 3,34                     |
| ↳ Astenuti (% su iscritti)         | ↳ Astenuti (% su iscritti)         | ↳ Astenuti (% su iscritti)         | 5 919                    | 43,84                    |

### XVII legislatura
Le votazioni si svolsero in 135 collegi plurinominali a doppio turno con la normativa del 1882 (al primo turno un numero di voti maggiore di un ottavo degli iscritti al voto).
| Partito                    | Partito                    | Candidato                  | Risultati 23 novembre 1890 | Risultati 23 novembre 1890 |
| Partito                    | Partito                    | Candidato                  | Voti                       | %                          |
| -------------------------- | -------------------------- | -------------------------- | -------------------------- | -------------------------- |
|                            | —                          | Antonio Ponsiglioni        | 5 165                      | 58,09                      |
|                            | —                          | Enrico Laj                 | 5 155                      | 57,98                      |
|                            | —                          | Alberto Castoldi           | 5 136                      | 57,77                      |
|                            | —                          | Luigi Merello              | 4 796                      | 53,94                      |
|                            | —                          | Antonio Campus Serra       | 3 775                      | 42,46                      |
|                            | —                          | Francesco Salaris          | 3 550                      | 39,93                      |
|                            | —                          | Francesco Calvi            | 2 603                      | 29,28                      |
|                            | —                          | Giuseppe Orano             | 2 370                      | 26,66                      |
|                            |                            |                            |                            |                            |
| Iscritti                   | Iscritti                   | Iscritti                   | 132 493                    | 100,00                     |
| ↳ Votanti (% su iscritti)  | ↳ Votanti (% su iscritti)  | ↳ Votanti (% su iscritti)  | 8 891                      | 6,71                       |
| ↳ Astenuti (% su iscritti) | ↳ Astenuti (% su iscritti) | ↳ Astenuti (% su iscritti) | 123 602                    | 93,29                      |

Il deputato Laj morì il 10 febbraio 1892 e fu indetta un'elezione suppletiva per il 6 marzo 1892.
| Partito                            | Partito                            | Candidato                          | Risultati 6 marzo 1892 | Risultati 6 marzo 1892 |
| Partito                            | Partito                            | Candidato                          | Voti                   | %                      |
| ---------------------------------- | ---------------------------------- | ---------------------------------- | ---------------------- | ---------------------- |
|                                    | —                                  | Francesco Salaris                  | 5 088                  | 56,74                  |
|                                    | —                                  | Giorgio Asproni                    | 3 880                  | 43,26                  |
|                                    |                                    |                                    |                        |                        |
| Iscritti                           | Iscritti                           | Iscritti                           | 13 727                 | 100,00                 |
| ↳ Votanti (% su iscritti)          | ↳ Votanti (% su iscritti)          | ↳ Votanti (% su iscritti)          | 9 252                  | 67,40                  |
| ↳ Voti validi (% su votanti)       | ↳ Voti validi (% su votanti)       | ↳ Voti validi (% su votanti)       | 8 968                  | 96,93                  |
| ↳ Schede non valide (% su votanti) | ↳ Schede non valide (% su votanti) | ↳ Schede non valide (% su votanti) | 284                    | 3,07                   |
| ↳ Astenuti (% su iscritti)         | ↳ Astenuti (% su iscritti)         | ↳ Astenuti (% su iscritti)         | 4 475                  | 32,60                  |

### XVIII legislatura
Le votazioni si svolsero in 508 collegi uninominali a doppio turno. Come previsto dalla legge elettorale politica del 28 giugno 1892, era eletto al primo turno il candidato che «ha ottenuto un numero di voti maggiore del sesto del numero totale degli elettori iscritti nella lista del collegio e più della metà dei suffragi dati dai votanti» escludendo le schede nulle (art. 74). Se nessun candidato era eletto, al ballottaggio tra i due candidati con più voti (art. 75) era eletto chi otteneva il maggior numero di voti oppure, in caso di ugual numero di voti, il maggiore d'età (art. 77).
| Partito                            | Partito                            | Candidato                          | Risultati 6 novembre 1892 | Risultati 6 novembre 1892 |
| Partito                            | Partito                            | Candidato                          | Voti                      | %                         |
| ---------------------------------- | ---------------------------------- | ---------------------------------- | ------------------------- | ------------------------- |
|                                    | —                                  | Antonio Campus Serra               | 1 566                     | 51,09                     |
|                                    | —                                  | Antonio Ponsiglioni                | 1 499                     | 48,91                     |
|                                    |                                    |                                    |                           |                           |
| Iscritti                           | Iscritti                           | Iscritti                           | 4 422                     | 100,00                    |
| ↳ Votanti (% su iscritti)          | ↳ Votanti (% su iscritti)          | ↳ Votanti (% su iscritti)          | 3 138                     | 70,96                     |
| ↳ Voti validi (% su votanti)       | ↳ Voti validi (% su votanti)       | ↳ Voti validi (% su votanti)       | 3 065                     | 97,67                     |
| ↳ Schede non valide (% su votanti) | ↳ Schede non valide (% su votanti) | ↳ Schede non valide (% su votanti) | 73                        | 2,33                      |
| ↳ Astenuti (% su iscritti)         | ↳ Astenuti (% su iscritti)         | ↳ Astenuti (% su iscritti)         | 1 284                     | 29,04                     |

### XIX legislatura
Le votazioni si svolsero in 508 collegi uninominali a doppio turno con la normativa del 1892 (al primo turno un numero di voti maggiore di un sesto degli iscritti al voto).
| Partito                            | Partito                            | Candidato                          | Risultati 26 maggio 1895 | Risultati 26 maggio 1895 |
| Partito                            | Partito                            | Candidato                          | Voti                     | %                        |
| ---------------------------------- | ---------------------------------- | ---------------------------------- | ------------------------ | ------------------------ |
|                                    | —                                  | Francesco Salaris                  | 1 533                    | 66,51                    |
|                                    | —                                  | Antonio Ponsiglioni                | 772                      | 33,49                    |
|                                    |                                    |                                    |                          |                          |
| Iscritti                           | Iscritti                           | Iscritti                           | 3 631                    | 100,00                   |
| ↳ Votanti (% su iscritti)          | ↳ Votanti (% su iscritti)          | ↳ Votanti (% su iscritti)          | 2 373                    | 65,35                    |
| ↳ Voti validi (% su votanti)       | ↳ Voti validi (% su votanti)       | ↳ Voti validi (% su votanti)       | 2 305                    | 97,13                    |
| ↳ Schede non valide (% su votanti) | ↳ Schede non valide (% su votanti) | ↳ Schede non valide (% su votanti) | 68                       | 2,87                     |
| ↳ Astenuti (% su iscritti)         | ↳ Astenuti (% su iscritti)         | ↳ Astenuti (% su iscritti)         | 1 258                    | 34,65                    |

### XX legislatura
Le votazioni si svolsero in 508 collegi uninominali a doppio turno con la normativa del 1892 (al primo turno un numero di voti maggiore di un sesto degli iscritti al voto).
| Partito                            | Partito                            | Candidato                          | Risultati 21 marzo 1897 | Risultati 21 marzo 1897 |
| Partito                            | Partito                            | Candidato                          | Voti                    | %                       |
| ---------------------------------- | ---------------------------------- | ---------------------------------- | ----------------------- | ----------------------- |
|                                    | —                                  | Antonio Campus Serra               | 1 152                   | 60,06                   |
|                                    | —                                  | Antonio Ponsiglioni                | 489                     | 25,50                   |
|                                    | —                                  | Lorenzo Floris Thores              | 198                     | 10,32                   |
|                                    | —                                  | Giuseppe Fara Musiu                | 79                      | 4,12                    |
|                                    |                                    |                                    |                         |                         |
| Iscritti                           | Iscritti                           | Iscritti                           | 3 358                   | 100,00                  |
| ↳ Votanti (% su iscritti)          | ↳ Votanti (% su iscritti)          | ↳ Votanti (% su iscritti)          | 1 982                   | 59,02                   |
| ↳ Voti validi (% su votanti)       | ↳ Voti validi (% su votanti)       | ↳ Voti validi (% su votanti)       | 1 918                   | 96,77                   |
| ↳ Schede non valide (% su votanti) | ↳ Schede non valide (% su votanti) | ↳ Schede non valide (% su votanti) | 64                      | 3,23                    |
| ↳ Astenuti (% su iscritti)         | ↳ Astenuti (% su iscritti)         | ↳ Astenuti (% su iscritti)         | 1 376                   | 40,98                   |

### XXI legislatura
Le votazioni si svolsero in 508 collegi uninominali a doppio turno con la normativa del 1892 (al primo turno un numero di voti maggiore di un sesto degli iscritti al voto).

### XXII legislatura
Le votazioni si svolsero in 508 collegi uninominali a doppio turno con la normativa del 1892 (al primo turno un numero di voti maggiore di un sesto degli iscritti al voto).

### XXIII legislatura
Le votazioni si svolsero in 508 collegi uninominali a doppio turno con la normativa del 1892 (al primo turno un numero di voti maggiore di un sesto degli iscritti al voto).

### XXIV legislatura
Le votazioni si svolsero negli stessi 508 collegi uninominali già esistenti ma, come previsto dal regio decreto del 26 giugno 1913, era eletto al primo turno il candidato che «ha ottenuto un numero di voti maggiore del decimo del numero totale degli elettori del collegio e più della metà dei suffragi dati dai votanti» escludendo le schede nulle (art. 91). Se nessun candidato era eletto, al ballottaggio tra i due candidati con più voti (art. 92) era eletto chi otteneva il maggior numero di voti oppure, in caso di ugual numero di voti, il maggiore d'età (art. 93).

### XXV legislatura
Le votazioni si svolsero in 54 collegi di lista. Come previsto dal regio decreto del 2 settembre 1919, il numero di eletti per ogni lista era calcolato sulla base dei voti di lista e sul numero di voti dei candidati al di fuori della propria lista; la graduatoria tra i candidati era calcolata sommando i voti di lista e i propri voti di preferenza sia nella lista sia fuori dalla lista (art. 84).

### XXVI legislatura
Le votazioni si svolsero in 40 collegi (39 di lista e uno uninominale) con la normativa del 1919 che per i collegi di lista stabiliva il numero di eletti per ogni lista sulla base dei voti di lista e sul numero di voti dei candidati al di fuori della propria lista.
| Partito                            | Partito                            | Risultati 15 maggio 1921 | Risultati 15 maggio 1921 | Risultati 15 maggio 1921 | Seggi | Seggi |
| Partito                            | Partito                            | Voti                     | %                        | ±                        | Num   | ±     |
| ---------------------------------- | ---------------------------------- | ------------------------ | ------------------------ | ------------------------ | ----- | ----- |
|                                    | Blocco liberale                    | 57 718                   | 47,28                    | n.d.                     | 6     | n.d.  |
|                                    | Partito Sardo d'Azione             | 35 108                   | 28,76                    | n.d.                     | 4     | n.d.  |
|                                    | Socialista ufficiale               | 15 310                   | 12,54                    | n.d.                     | 1     | n.d.  |
|                                    | Popolare italiano                  | 13 929                   | 11,41                    | n.d.                     | 1     | n.d.  |
|                                    |                                    |                          |                          |                          |       |       |
| Iscritti                           | Iscritti                           | 245 553                  | 100,00                   |                          |       |       |
| ↳ Votanti (% su iscritti)          | ↳ Votanti (% su iscritti)          | 122 887                  | 50,05                    | n.d.                     |       |       |
| ↳ Voti validi (% su votanti)       | ↳ Voti validi (% su votanti)       | 122 065                  | 99,33                    |                          |       |       |
| ↳ Schede non valide (% su votanti) | ↳ Schede non valide (% su votanti) | 822                      | 0,67                     |                          |       |       |
| ↳ Astenuti (% su iscritti)         | ↳ Astenuti (% su iscritti)         | 122 666                  | 49,95                    |                          |       |       |

| Eletti | Eletti                   |
| ------ | ------------------------ |
|        | Francesco Cocco Ortu     |
|        | Giuseppe Sanna Randaccio |
|        | Enrico Carboni Boj       |
|        | Luigi Congiu             |
|        | Pietro Lissia            |
|        | Diego Murgia             |
|        | Pietro Mastino           |
|        | Umberto Cao              |
|        | Paolo Orano              |
|        | Emilio Lussu             |
|        | Angelo Corsi             |
|        | Guido Aroca              |

Il Partito Sardo d'Azione nelle statistiche ufficiali era considerato tra le liste dei Combattenti.